# Бад Емстал
Бад Емстал (њем. Bad Emstal) општина је у њемачкој савезној држави Хесен. Једно је од 29 општинских средишта округа Касел. Према процјени из 2010. у општини је живјело 6.157 становника. Посједује регионалну шифру (AGS) 6633006.

## Географски и демографски подаци
Бад Емстал се налази у савезној држави Хесен у округу Касел. Општина се налази на надморској висини од 260 метара. Површина општине износи 38,7 km². У самом мјесту је, према процјени из 2010. године, живјело 6.157 становника. Просјечна густина становништва износи 159 становника/km².

## Међународна сарадња
| Мјесто | Држава    | Врста сарадње | Од    |
| ------ | --------- | ------------- | ----- |
|        | Француска | партнерство   | 1986. |
| Брук   | Аустрија  | партнерство   | 1973. |
| Извор  |           |               |       |